# Дробышевский, Леонид Петрович
Леони́д Петро́вич Дробыше́вский (2 января 1924 — 28 мая 2017) — советский педагог, директор Усть-Кишертской средней школы в Кишертском районе Пермской области. Герой Социалистического Труда (1978).

## Биография
Родился 2 января 1924 года в деревне Черногрязь Быховского района Могилевской области Республики Беларусь в крестьянской семье. Белорус. В 1931 году его семья попала под раскулачивание и была выслана в Пермскую область. Жили в поселке Верхняя Челва Добрянского района, до 1938 года на спецпоселении.
В 1939 году, в 15 лет, начал работать в школе. Заменил умершую двоюродную сестру, окончил месячные педагогические курсы и стал работать учителем в начальных классах Усть-Гаревской школы Добрянского района. Поступил на заочное отделение Пермского педагогического училища.
В 1942 году был призван в армию. В учебном стрелковом полку, грамотного бойца сразу назначили старшиной роты. Подал документы в военное училище, но не прошел мандатную комиссию как сын раскулаченного и спецпереселенца. Вернулся в полк, где ему доверили офицерскую должность — комсорга артиллерийского дивизиона. Когда полк перевели под Тамбов, там поступил на заочное отделение педагогического института. В 1945 году был демобилизован.
Вернулся в Пермскую область, продолжил учёбу уже на очном отделении Пермского педагогического института, который успешно окончил в 1948 году. В том же году по распределению был назначен директором средней школы в селе Усть-Кишерть.
В 1964 году ему было присвоено звание «Заслуженный учитель школы РСФСР».
Указом Президиума Верховного Совета СССР от 27 июня 1978 года за большие заслуги в деле обучения и коммунистического воспитания учащихся Дробышевскому Леониду Петровичу было присвоено звание Героя Социалистического Труда с вручением ордена Ленина и золотой медали «Серп и Молот».
Дробышевский руководил своей школой почти 35 лет, до января 1984 года. Но и после выхода на пенсию продолжал работать в школе учителем ещё почти 15 лет. Окончательно ушел на заслуженный отдых только осенью 2003 года, незадолго до своего 80-летия.
Жил в селе Усть-Кишерть Кишертского района Пермского края. Умер 28 мая 2017 года.
Награждён орденами Ленина, Октябрьской революции, медалями.